# Дом Советов (Иваново)
Дом Советов — административное здание, расположенное по адресу Площадь Революции, 2; построено в 1932—1934 гг. в стиле конструктивизм. Первоначальный проект — возведение административного квартала для органов управления созданной в 1929 гг. Ивановской Промышленной области — так и не был реализован: из планировавшихся к постройке корпусов, был возведен лишь один — южный. В 1970-х гг. к нему была пристроена десятиэтажная башня, в которой в настоящее время и располагается городская администрация. Сам Дом Советов в настоящий момент выполняет функции офисного здания.

## Общая концепция Дома Советов
См. также Дом Советов
В первые годы после установления большевистской власти органы управления часто размещались в специально приспособленных зданиях (например, в Москве Совет размещался во Дворце генерал-губернатора). Уже в это время начинают создаваться первые проекты административного здания нового типа — Дома Советов.
Практически разработка здания такого началась в середине 1920-х гг. Одним из первых воплощенных проектов стал Дом Советов в Брянске, построенный в 1926 году по проекту А. З. Гринберга. Согласно конкурсной программе, брянский Дом Советов помимо чисто административных помещений включал своеобразный культурно-общественный комплекс, состоящий из двух театральных залов — малого (на 200 чел.) и большого (на 1000 чел.), библиотеки, помещений для работы секций и кружков. Из этого примера хорошо видно, что Дом Советов понимался не только как административное, но и общественное здание, доступное широкой публике.
Такое представление о «доступности» хорошо иллюстрирует проект М. Я. Гинзбурга, представленный им на конкурс на проект Дома Советов в Махачкале. «Расположенные на пересечении главных улиц корпуса центральных органов и основных наркоматов образуют открытую площадь для митингов. Вторая площадь с трибунами для зрителей расположена внутри комплекса; она предназначена для собраний и спортивных выступлений». Это должно было подчеркнуть открытость и демократичность. В дальнейшем Дома Советов строились во многих региональных центрах по всему СССР.

## Дом Советов в Иваново

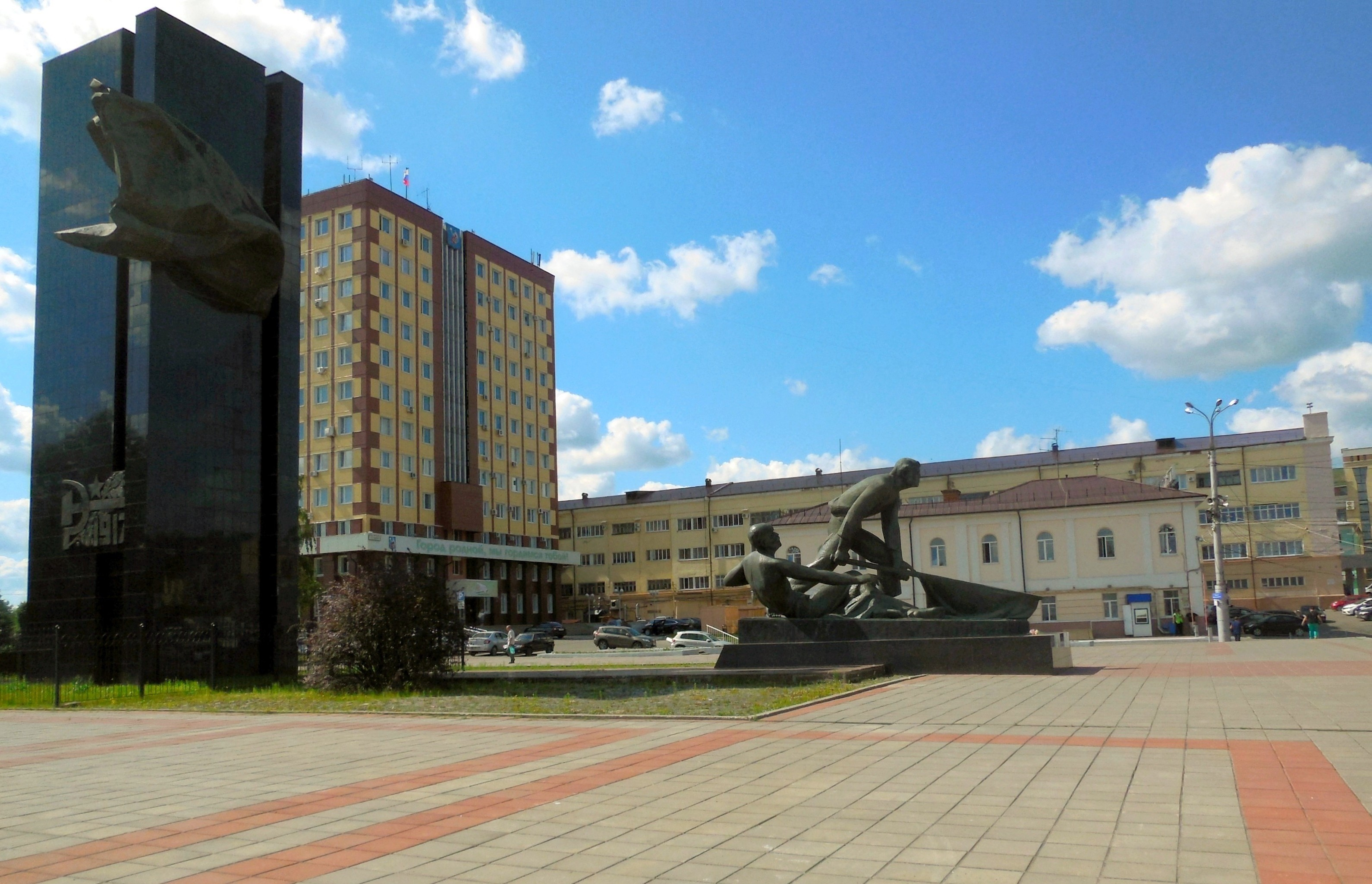
Вид на Дом Советов со стороны Площади Революции.

### Предыстория
См. также История Иванова
Надо заметить, что Иваново в советское время не был рядовым населенным пунктом, но позиционировался как город революционной славы. Именно здесь в период Революции 1906-07 гг. был создан и функционировал первый в России Совет. Помимо этого, в 1929 г., после создания Ивановской Промышленной области, которая в числе прочих включала Владимир, Ярославль и Кострому, Иваново (до 1932 г. Иваново-Вознесенск) превращается в центр крупнейшего промышленного региона. Это дало импульс строительству новых общественных и административных зданий: на рубеже 1920—1930-х проводится несколько всесоюзных конкурсов на строительство объектов для Иваново-Вознесенска.
В 1929-30 гг. прошел конкурс на проект Дворца Труда. Первую премию получил проект В. А. Щуко и В. Г. Гельфрейха. Грандиозное здание в форме серпа и молота так и не было построено. Однако пример этого конкурса показывает, что для Иваново строили не последние в советском архитектурном сообществе люди: впоследствии В. А. Щуко и В. Г. Гельфрейх совместно с Б. М. Иофаном будут разрабатывать проект Дворца Советов — один и из самых грандиозных строительных проектов сталинского СССР.
После конкурса на Дворец Труда, в 1930 г. был объявлен конкурс на проект Дома Советов, победителем которого был объявлен ленинградский архитектор В. М. Гальперин. Его проект предусматривал возведение огромного административного корпуса на центральной площади города — Площади Революции (до 1918 г. Георгиевская площадь). Чтобы расчистить место под строительство были снесены две церкви: Рождественская и Кристовоздвиженская — и Федоровская часовня.

### Строительство и дальнейшая судьба

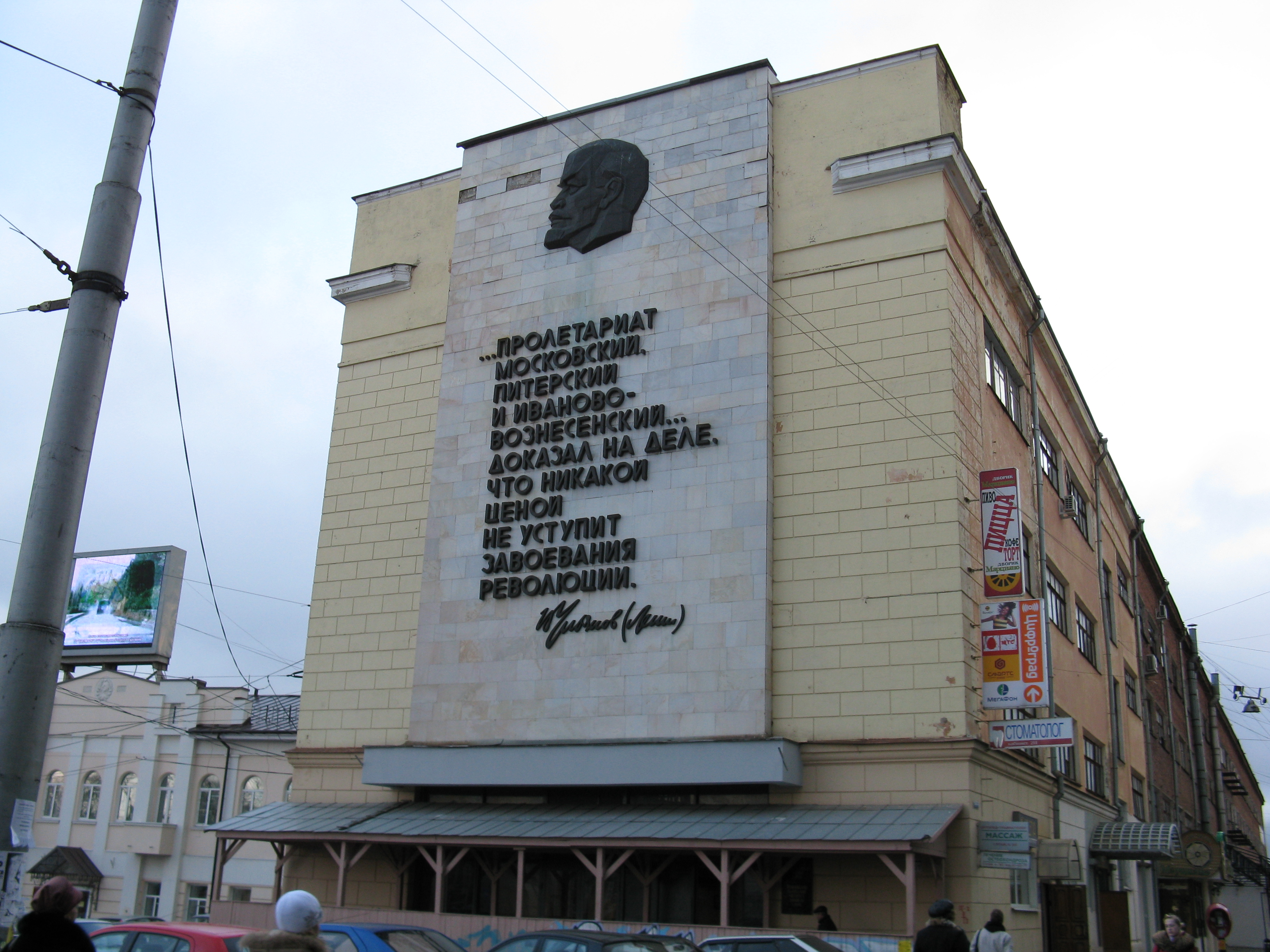
Панно с цитатой В. И. Ленина.

Строительство было начато в 1932 г. К 1934 г. был возведен четырёхэтажный южный корпус, протянувшийся на 250 м вдоль границы Площади Революции, и столовая, которая была впоследствии снесена. На этом строительство завершилось.
Помимо южного проект предусматривал строительство ещё двух корпусов: трехэтажного, который располагался бы параллельно южному на другой стороне площади, и главного — восьмиэтажного. Пространство перед главным корпусом планировалось использовать для массовых мероприятий. Однако этим планам не суждено было сбыться. Уже тогда получившееся здание посчитали не слишком удачным. В 1936-37 гг. был проведен закрытый конкурс проектов достройки Дома Советов и перестройки уже возведенного здания, но все участвовавшие в конкурсе проекты так и остались на бумаге.
Главный элемент фасада южного корпуса — большие и узкие окна, расположенные близко друг к другу, что создает иллюзию ленточного остекления. Внутреннее пространство организовано в виде длинных коридоров без окон с рядами дверей кабинетов, тянущимися по обе стороны вдоль коридора.
В 1951 г. Дом Советов упоминается в генеральном плане перестройки города. Согласно ему, на Площади Революции вместе с Домом Советов должны были разместиться Дворец Культуры, Дом Книги и музей. Однако этот план так и остался на бумаге.
С момента постройки Дом Советов претерпел ряд изменений: в 1950-е кирпичные стены были отштукатурены и окрашены, а в 1970-е торец здания был украшен изображением В. И. Ленина и его цитатой: «Пролетариат московский, питерский и иваново-вознесенский… доказал, что никакой ценой не уступит завоевания революции». В это же время к Дому Советов была пристроена десятиэтажная башня, соединенная с ним галереей на уровне второго этажа и расположенная позади Дома, если смотреть со стороны Аптечного переулка. Именно там в настоящее время располагаются органы местной власти. Сам Дом Советов используется как офисное здание.